# چاکر شما کوچولو
چاکر شما کوچولو فیلمی به کارگردانی و نویسندگی رحیم روشنیان محصول سال ۱۳۴۷ است.

## بازیگران
- شهین
- عبدالله بوتیمار
- ابراهیم فخار
- غلامرضا سرکوب
- عبدالعلی همایون
- حسین حسینی
- اکبر جنتی شیرازی
- گیسو
- افروز روشنیان